# 亀川駅
亀川駅（かめがわえき）は、大分県別府市亀川浜田町にある、九州旅客鉄道（JR九州）日豊本線の駅である。事務管コードは▲920522。

## 歴史

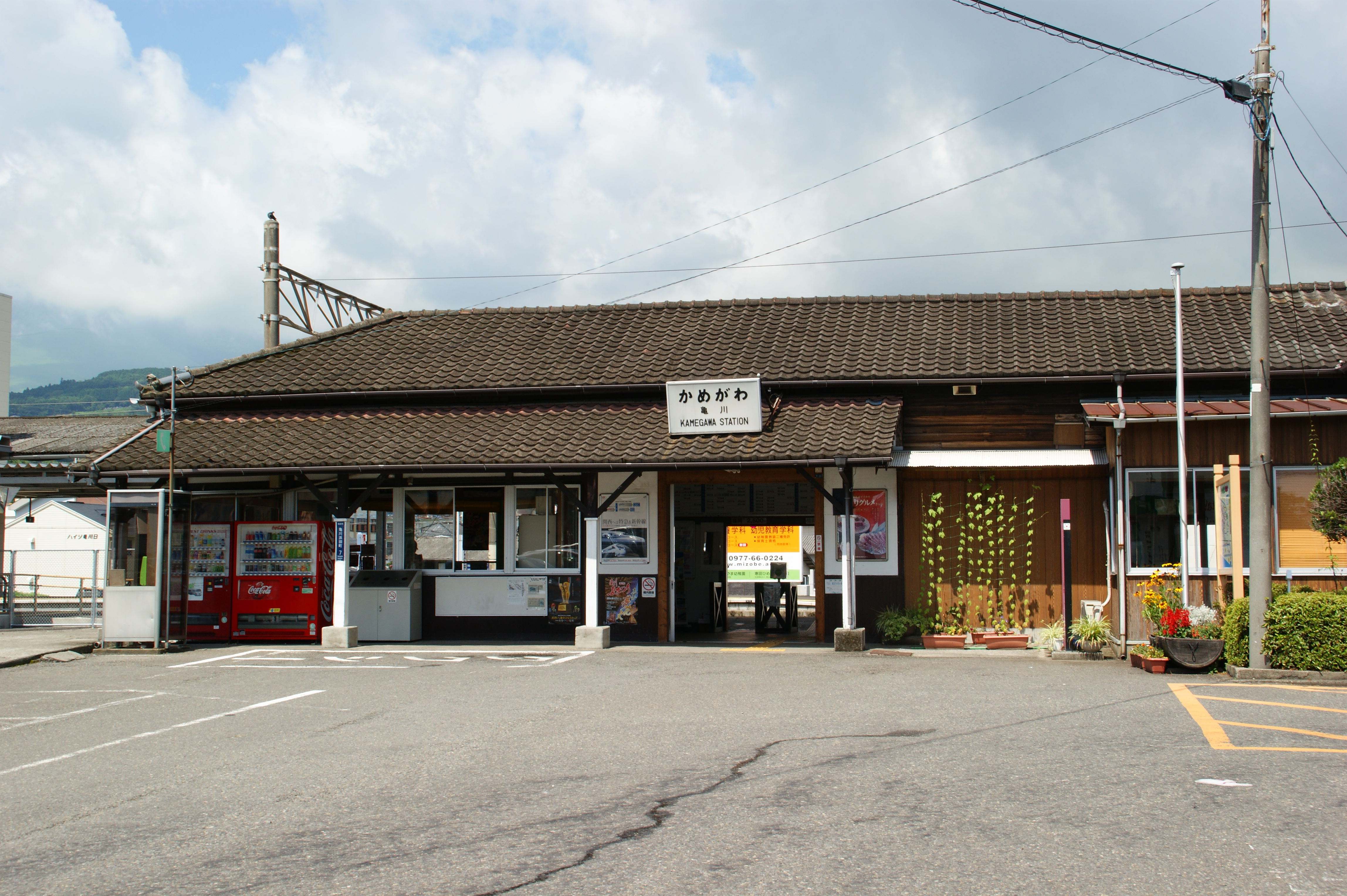
旧駅舎（2008年7月）

- 1911年（明治44年）7月16日：鉄道院が開設[2][3]。
- 1942年（昭和17年）3月3日：別府大分電鉄の亀川 - 亀川駅前間開業[5]。
- 1966年（昭和41年）
  - 8月9日：日豊本線の当駅 - 東別府駅間の複線化が完成[6]。
  - 10月22日：昭和天皇、香淳皇后が第21回国民体育大会に合わせて県内を行幸啓。亀川駅発、高城駅着のお召し列車が運転[7]。
- 1972年（昭和47年）4月5日：大分交通別大線全線廃止[8]。
- 1984年（昭和59年）2月1日：貨物の取り扱いを廃止[9]。
- 1985年（昭和60年）3月14日：荷物扱い廃止[9]。
- 1987年（昭和62年）4月1日：国鉄分割民営化により、九州旅客鉄道（JR九州）の駅となる[10]。
- 1989年（平成元年）3月10日：「みどりの窓口」を設置[11]。
- 2010年（平成22年）7月10日：新駅舎供用開始[12]。
- 2011年（平成23年）2月4日：自由通路完成[13]。
- 2012年（平成24年）
  - 4月：駅前広場が完成[14]。
  - 12月1日：ICカード「SUGOCA」の利用が可能となる[15][16]。
- 2023年（令和5年）10月1日：JR九州サービスサポートによる業務委託駅から[17]九州旅客鉄道本体による直営駅へと変更される[18]。

かつては当駅を朝の5時台に出発し南宮崎に昼前の11時台に到着する普通電車が存在した。

## 駅構造
単式ホーム1面1線と島式ホーム1面2線、合計2面3線のホームを持つ地上駅になっている。ほかに留置線が設置されている。
旧駅舎は開業時に建築された木造駅舎であったが、駅周辺の整備事業に伴って駅前広場を拡張するため駅舎を移転させる必要が生じ、バリアフリーの観点から橋上駅舎に建替えられ、改札口は2階に設けられている。その後、2011年にはエレベーター付きで東西を結ぶ自由通路が開通、2012年に駅前広場が完成して一連の事業が完了した。
JR九州本体が運営する直営駅であるが、駅長の配置はなく、収受要員のみの配置となる。みどりの窓口が設置されている。
ICカードSUGOCAのエリア内であり、SUGOCA定期券の発売も行っている。

### のりば
| のりば | 路線      | 方向 | 行先           | 備考          |
| ------ | --------- | ---- | -------------- | ------------- |
| 1      | ■日豊本線 | 下り | 別府・大分方面 | 一部3番のりば |
| 2・3   | ■日豊本線 | 上り | 中津・小倉方面 |               |

付記事項
- 3番のりばは特急の通過待ちと当駅始発の大分方面行きが使用する。
- 2 - 3時間に1本、特急が停車する。
- 大分方面からの折り返し列車が朝と夕方以降に設定されている。これは利用者が多い当駅 - 別府駅 - 大分駅間において、通勤時間帯の運行間隔を短くするために設定された列車である。当駅の始発は5時台であるが、23時頃に当駅で折り返す列車がある。

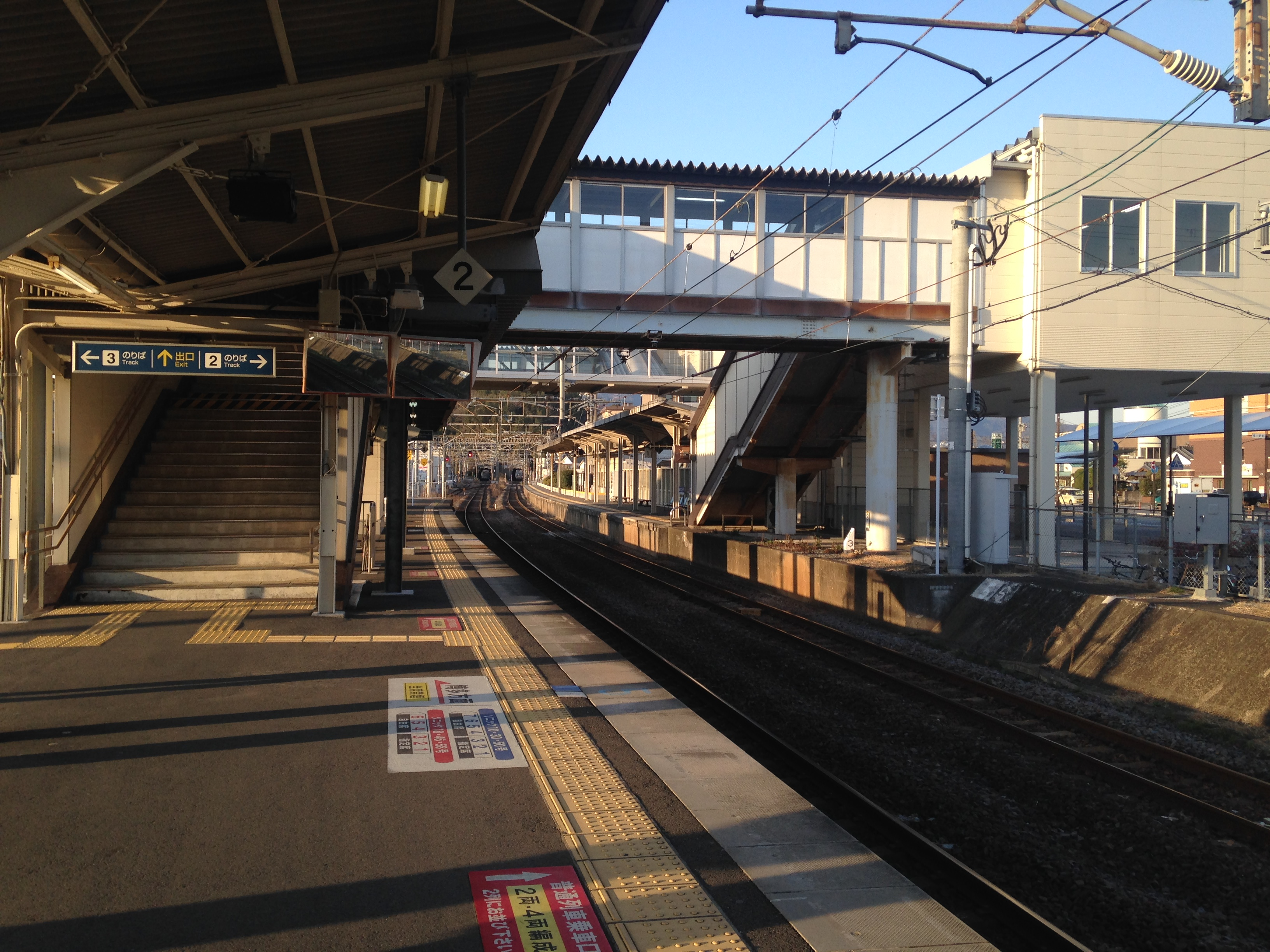
ホーム（2016年2月）
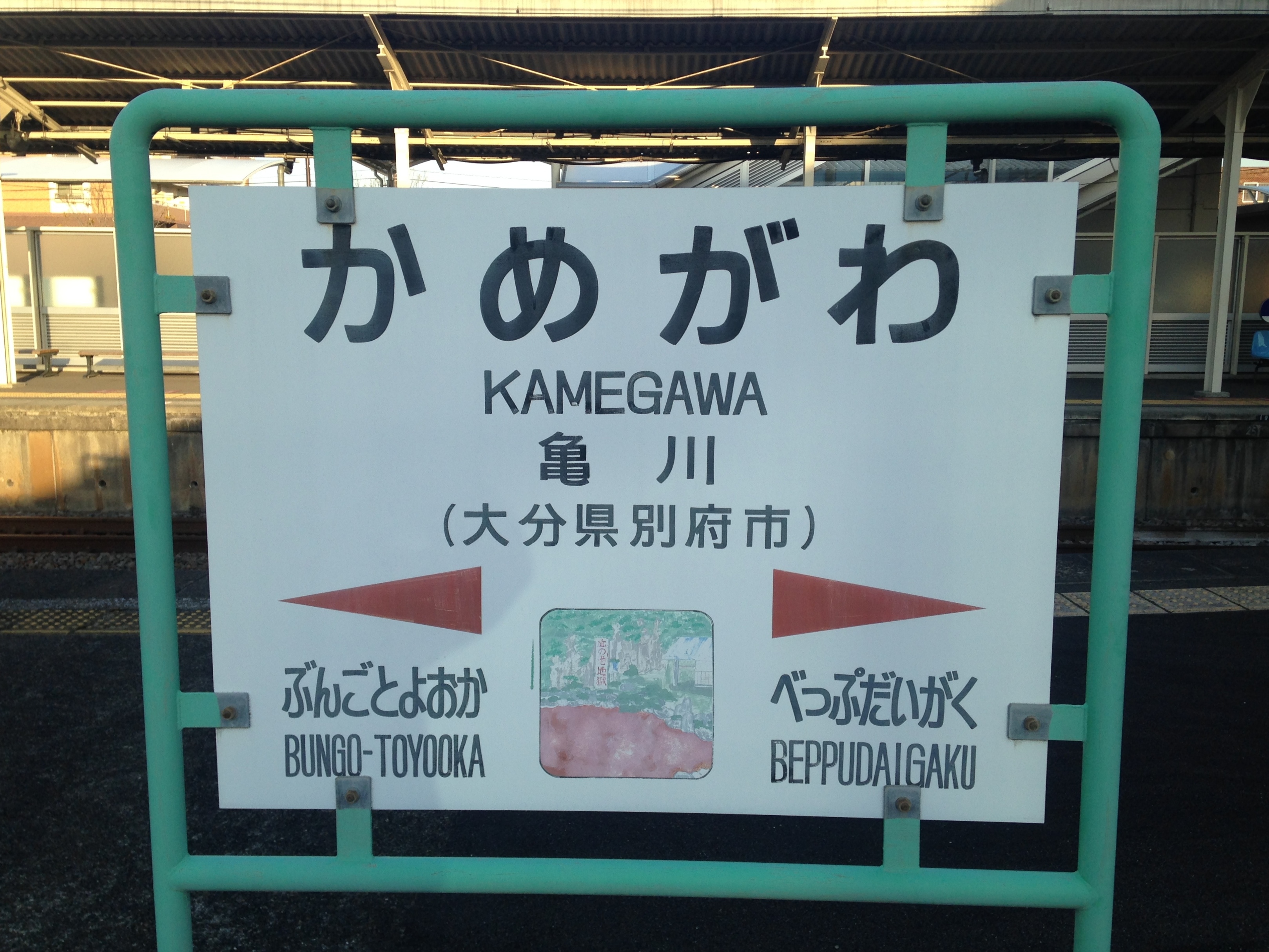
駅名標（血の池地獄が描かれている）

## 利用状況
1965年（昭和40年）度には乗車人員が342,634人（定期外:97,007人、定期:245,627人）、降車人員が346,161人で、手荷物（発送:1,820個、到着:2,659個）や小荷物（発送:18,136個、到着:17,222個）も取り扱っていた。
2016年（平成28年）度の乗車人員は564,402人、降車人員は550,862人である。
※1日平均乗車人員の数値は各年度版「大分県統計年鑑」による年間乗車人員の値を各年度の日数で割った値。2016年度以降は数値が非公表となった為、九州旅客鉄道が公表する「駅別乗車人員」の数値を用いた。
| 年度               | 年間 乗車人員 | 定期外 乗車人員 | 定期 乗車人員 | 1日平均 乗車人員 | 年間 降車人員 | 出典              |
| ------------------ | ------------- | --------------- | ------------- | ---------------- | ------------- | ----------------- |
| 1965年（昭和40年） | 342,634       | 97,007          | 245,627       | -                | 346,161       | [ 20 ]            |
| -                  | -             | -               | -             | -                | -             | -                 |
| 1990年（平成02年） | 544,214       | 275,230         | 268,984       | -                | 540,138       | [ 22 ]            |
| 1991年（平成03年） | 591,635       | 289,379         | 302,256       | -                | 598,234       | [ 23 ]            |
| 1992年（平成04年） | 612,675       | 292,962         | 319,713       | -                | 610,678       | [ 24 ]            |
| 1993年（平成05年） | 572,580       | 252,622         | 319,958       | -                | 567,501       | [ 25 ]            |
| 1994年（平成06年） | 590,948       | 252,610         | 338,338       | -                | 582,637       | [ 26 ]            |
| 1995年（平成07年） | 548,389       | 215,051         | 333,338       | -                | 559,195       | [ 27 ]            |
| 1996年（平成08年） | 541,609       | 203,782         | 337,827       | -                | 536,162       | [ 28 ]            |
| 1997年（平成09年） | 531,350       | 191,110         | 340,240       | -                | 523,876       | [ 29 ]            |
| 1998年（平成10年） | 505,827       | 181,386         | 324,441       | -                | 496,634       | [ 30 ]            |
| 1999年（平成11年） | 499,077       | 176,480         | 322,597       | -                | 488,556       | [ 31 ]            |
| 2000年（平成12年） | 498,442       | 179,538         | 318,904       | 1,366            | 482,920       | [ 32 ]            |
| 2001年（平成13年） | 494,002       | 177,503         | 316,499       | 1,353            | 482,338       | [ 33 ]            |
| 2002年（平成14年） | 522,812       | 184,424         | 338,388       | 1,432            | 505,263       | [ 34 ]            |
| 2003年（平成15年） | 536,738       | 185,731         | 351,007       | 1,466            | 522,881       | [ 35 ]            |
| 2004年（平成16年） | 530,121       | 178,748         | 351,373       | 1,452            | 519,300       | [ 36 ]            |
| 2005年（平成17年） | 548,869       | 174,653         | 374,216       | 1,504            | 536,001       | [ 37 ]            |
| 2006年（平成18年） | 553,893       | 175,153         | 378,740       | 1,518            | 537,481       | [ 38 ]            |
| 2007年（平成19年） | 558,995       | 172,956         | 386,039       | 1,527            | 545,775       | [ 39 ]            |
| 2008年（平成20年） | 539,319       | 170,077         | 369,242       | 1,478            | 527,122       | [ 40 ]            |
| 2009年（平成21年） | 515,358       | 159,700         | 355,658       | 1,412            | 503,591       | [ 41 ] [ 注釈 1 ] |
| 2010年（平成22年） | 532,589       | 160,370         | 372,219       | 1,459            | 517,110       | [ 44 ]            |
| 2011年（平成23年） | 520,751       | 156,179         | 364,572       | 1,423            | 510,928       | [ 45 ]            |
| 2012年（平成24年） | 526,229       | 157,156         | 369,073       | 1,442            | 512,178       | [ 46 ]            |
| 2013年（平成25年） | 553,982       | 158,778         | 395,204       | 1,518            | 544,479       | [ 47 ]            |
| 2014年（平成26年） | 561,076       | 159,719         | 391,357       | 1,537            | 541,583       | [ 48 ]            |
| 2015年（平成27年） | 566,290       | 179,307         | 386,983       | 1,547            | 551,558       | [ 49 ]            |
| 2016年（平成28年） | 564,402       | -               | -             | 1,546            | 550,862       | [ 21 ] [ 50 ]     |
| 2017年（平成29年） | -             | -               | -             | 1,559            | -             | [ 51 ]            |
| 2018年（平成30年） | -             | -               | -             | 1,559            | -             | [ 52 ]            |
| 2019年（令和元年） | -             | -               | -             | 1,571            | -             | [ 53 ]            |
| 2020年（令和02年） | -             | -               | -             | 1,303            | -             | [ 54 ]            |
| 2021年（令和03年） | -             | -               | -             | 1,240            | -             | [ 55 ]            |
| 2022年（令和04年） | -             | -               | -             | 1,253            | -             | [ 56 ]            |
| 2023年（令和05年） | -             | -               | -             | 1,281            | -             | [ 57 ]            |

## 駅周辺
駅前には一般車とタクシー用、それに路線バス専用のロータリーがそれぞれ設けられている。また、駅名にあやかって亀の親子をモチーフとしたベンチやキッコウチク（亀甲竹）が植えられている。
- 亀川温泉
- 八幡竈門神社
- 別府市立亀川小学校
- 別府市立北部中学校
- 別府市立亀川幼稚園
- 別府溝部学園短期大学
- 別府溝部学園高等学校
- 立命館アジア太平洋大学 - 多くの国内・国際学生が亀川駅周辺で生活
- 別府亀川郵便局
- 別府国立簡易郵便局
- 国立病院機構別府医療センター（旧国立別府病院）[1]
- 別府市役所亀川出張所
- 国道10号
- 社会福祉法人太陽の家
- 別府競輪場
- 大分みらい信用金庫亀川支店
- スーパーマーケット サンストア（かつては「太陽の家」内に所在、2011年に新築移転）
- 旧大分交通別大線亀川駅前電停跡（後にココストア亀川駅前店となったが、閉店した）
- 血の池地獄、竜巻地獄
- 浜田温泉資料館
- 亀の井バス・大分交通「亀川駅」停留所

## 隣の駅
九州旅客鉄道（JR九州）
■日豊本線
- 特急「にちりん」一部停車駅
- 特急「ソニック」一部停車駅

豊後豊岡駅 - 亀川駅 - 別府大学駅